# Supercopa de España femenina de baloncesto 2021
La Supercopa de España femenina de baloncesto 2021 o SuperCopa LF 2021 fue la 19ª edición desde su fundación. Se disputó en el Pabellón Santiago Martín de San Cristóbal de La Laguna, Canarias, durante los días 18 y 19 de septiembre de 2021, y el Valencia Basket conquistó el título por primera vez en su historia.

## Equipos participantes
Los equipos participantes de acuerdo a los criterios de participación establecidos por la FEB fueron: 
| Equipo              | Clasificación                                        | Participación |
| ------------------- | ---------------------------------------------------- | ------------- |
| CDB Clarinos        | Anfitrión                                            | 1.ª           |
| Perfumerías Avenida | Campeón de la Liga Femenina y de la Copa de la Reina | 16.ª          |
| Valencia Basket     | Subcampeón de la Liga Femenina                       | 2.ª           |
| Spar Girona         | Subcampeón de la Copa de la Reina                    | 7.ª           |

## Árbitros
Los árbitros elegidos para arbitrar los encuentros de esta edición fueron: 
- Paula Lema Parga
- Asunción Langa de Martín
- Javier Ávila Zurita
- Asier Quintas Álvarez
- Sandra Sánchez González
- Daniel Checa Nebot
- Enrique Miguel López Herrada

## Cuadro
|  | Semifinales         | Semifinales |                     |                 | Final | Final |  |
|  |                     |             |                     |                 |       |       |  |
|  |                     |             |                     |                 |       |       |  |
|  | CDB Clarinos        | 58          |                     |                 |       |       |  |
|  | CDB Clarinos        | 58          |                     |                 |       |       |  |
|  | Valencia Basket     | 68          |                     |                 |       |       |  |
|  | Valencia Basket     | 68          |                     | Valencia Basket | 81    |       |  |
|  |                     |             |                     | Valencia Basket | 81    |       |  |
|  |                     |             | Perfumerías Avenida | 63              |       |       |  |
|  | Spar Girona         | 61          | Perfumerías Avenida | 63              |       |       |  |
|  | Spar Girona         | 61          |                     |                 |       |       |  |
|  | Perfumerías Avenida | 63          |                     |                 |       |       |  |
|  | Perfumerías Avenida | 63          |                     |                 |       |       |  |
|  |                     |             |                     |                 |       |       |  |

### Semifinales
| 18 de septiembre de 2021 | Spar Girona                                                                | 61–63                                 | Perfumerías Avenida                                                    | San Cristóbal de La Laguna                                                                                               |  |
| 17:00                    | Parciales: 17–16, 14–13, 16–19, 14–15                                      | Parciales: 17–16, 14–13, 16–19, 14–15 | Parciales: 17–16, 14–13, 16–19, 14–15                                  | |  |
|                          | Estadísticas Gardner 17 Drammeh, Flores, Labuckienė 5 Drammeh 4 Drammeh 17 | Reporte Pts Reb Asts Val              | Estadísticas 19 Hof 9 Rodríguez 3 Rodríguez, Cazorla, Domínguez 22 Hof | Pabellón: Pabellón Santiago Martín Árbitros: Paula Lema Parga, Asunción Langa de Martín, Javier Ávila Zurita Televisión: |  |

| 18 de septiembre de 2021 | CDB Clarinos                                               | 58–68                                 | Valencia Basket                                                | San Cristóbal de La Laguna                                                                                                  |  |
| 19:30                    | Parciales: 10–22, 15–15, 15–16, 18–15                      | Parciales: 10–22, 15–15, 15–16, 18–15 | Parciales: 10–22, 15–15, 15–16, 18–15                          | |  |
|                          | Estadísticas Ocete 15 Tikvić, Montenegro 6 Ocete 4 Pina 17 | Reporte Pts Reb Asts Val              | Estadísticas 15 Ouviña 7 Trahan-Davis 2 Romero, Gil 18 Carrera | Pabellón: Pabellón Santiago Martín Árbitros: Asier Quintas Álvarez, Sandra Sánchez González, Daniel Checa Nebot Televisión: |  |

### Final
| 19 de septiembre de 2021 | Valencia Basket                                    | 81–63                                | Perfumerías Avenida                                         | San Cristóbal de La Laguna |  |
| 18:00                    | Parciales: 22–24, 22–9, 21–15, 16–15               | Parciales: 22–24, 22–9, 21–15, 16–15 | Parciales: 22–24, 22–9, 21–15, 16–15                        | |  |
|                          | Estadísticas Casas 15 Ouviña 12 Ouviña 4 Ouviña 25 | Reporte Pts Reb Asts Val             | Estadísticas 17 Fasoula 8 Hof, Evans 3 Domínguez 15 Fasoula | Pabellón: Pabellón Santiago Martín Árbitros: Enrique Miguel López Herrada, Asunción Langa de Martín, Javier Ávila Zurita Televisión: |  |

#### Plantillas
| #            | Jugadora             |
| ------------ | -------------------- |
| 4            | Anna Gómez Igual     |
| 5            | Cristina Ouviña      |
| 6            | Lorena Segura        |
| 7            | Ángela Salvadores    |
| 9            | Queralt Casas        |
| 10           | Leticia Romero       |
| 14           | Raquel Carrera       |
| 15           | Laura Gil            |
| 18           | Celeste Trahan-Davis |
| 21           | Marie Gülich         |
| 23           | Claudia Contell      |
| 42           | Jana Raman           |
| Entrenador   |                      |
| Rubén Burgos |                      |

| Campeonas de la Supercopa de España femenina de baloncesto 2021 |
| --------------------------------------------------------------- |
| Valencia Basket 1er título                                      |

| MVP:            |
| --------------- |
| Cristina Ouviña |

| #               | Jugadora         |
| --------------- | ---------------- |
| 3               | Nogaye Lo Sylla  |
| 4               | Leonor Rodríguez |
| 5               | Maite Cazorla    |
| 6               | Silvia Domínguez |
| 10              | Mia Mašić        |
| 13              | Andrea Vilaró    |
| 21              | Emese Hof        |
| 23              | Vera García      |
| 30              | Shante Evans     |
| 34              | Mariella Fasoula |
| Entrenador      |                  |
| Roberto Íñiguez |                  |